# 新竹南園

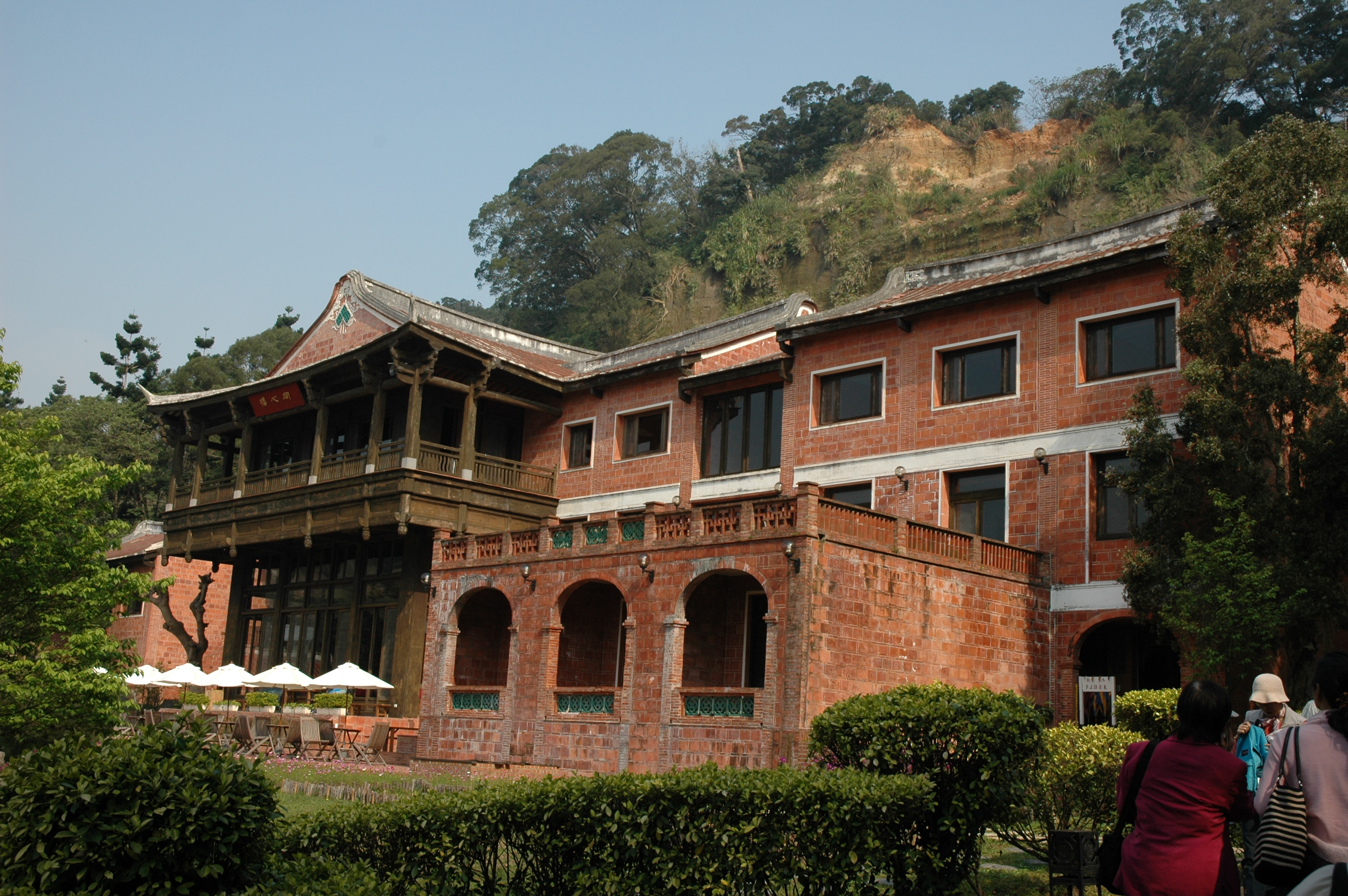
南園

新竹南園位於新竹縣新埔鎮，是一座融合江南庭園與閩式建築特色的獨特園林建築，占地達27多公頃且三面環山，在1985年落成，由台灣建築大師漢寶德設計和建造。該處原先是聯合報系創辦人王惕吾的故居，在2008年由The One團隊接手經營後才正式對外開放，更名為「The One 南園人文休閒客棧」。南園現在成為提供旅客遊園、宿旅的新竹知名觀光景點之一，更被稱為華人世界最大山中園林。
到2015年，日本知名建築師隈研吾以弱建築風格於南園打造地景建築「風檐」，為木結構建築。

## 來源
1. ↑  . 新竹縣 - 交通部觀光局.   [2019-04-29]. （原始内容存档于2021-01-20）.
2. ↑  Aries Huang. . 聯合新聞網. 2018-04-10  [2019-04-29].
3. ↑  張瑋欣. . 天下雜誌. 2015-02-04  [2018-06-12]. （原始内容存档于2018-06-12）.
4. ↑  龜毛麗. . WalkerLand窩客島. 2016-01-20  [2019-04-29]. （原始内容存档于2019-06-08）.

## 外部連結
- 官方網站 （页面存档备份，存于）